# 후자러우역
후자러우역(중국어: 呼家楼站)역은 중국 베이징시 차오양구 후자루 가도·퇀제후 가도 접경인 동3환북로·차오양 북로에 위치한 베이징 지하철 6호선과 10호선의 지하철 환승역이다.

## 위치
후자러우역은 동3환북로(남북방향)와 차오양 북로(동서방향)가 만나는 징광교 아래에 있다. 10호선 역은 남북방향, 6호선 역은 동서방향이다.

## 역 구조
후자러우역은 지하역으로, 10호선 승강장과 대합실은 고가교 기둥을 피하기 위해 좌우선 간격이 47.2m에 이르는 분리식 섬식 승강장으로 설계되었다. 3환로는 지하철 통과여건을 확보하지 않았기 때문에 10호선 역은 매우 깊숙이 팠으며, 따라서 6호선 공사 난이도를 피하기 위해 6호선 승강장의 위치를 대합실에 남겨놓아 6호선이 10호선 승강장 상부를 통과하도록 하였다. 6호선역은 상대식 승강장으로 양옆으로 10호선 대합실과 직결되어 있고, 또한 6호선 승강장과 10호선 대합실을 연결하는 환승 통로가 8개 있으며, 각 측면에 짧은 통로(계단) 2개와 긴 통로(斜道) 2개가 있어 혼잡 시간에는 일방통행으로, 나머지 시간에는 양방향에서 환승한다. 6호선 승강장은 동서 양 끝 위쪽에 각각 1개씩 승강장이 설치되었다.
| 지면층                              | 가도                                   | B-H출구                          |
| 지하 1층 6호선 대합실               | 대합실                                 | 고객 센터, 자동발매기, 개집표기  |
| 지하 2층 6호선 승강장 10호선 대합실 | 10호선 대합실                          | 고객 센터, 자동발매기, 개집표기  |
| 지하 2층 6호선 승강장 10호선 대합실 | 상대식 승강장, 오른쪽 출입문이 열림    |                                  |
| 지하 2층 6호선 승강장 10호선 대합실 | ←                                      | ■ 6호선 진안차오 방면 (둥다차오) |
| 지하 2층 6호선 승강장 10호선 대합실 | →                                      | ■ 6호선 루청 방면(진타이루)      |
| 지하 2층 6호선 승강장 10호선 대합실 | 상대식 승강장, 오른쪽 출입문이 열림    |                                  |
| 지하 2층 6호선 승강장 10호선 대합실 | 10호선 대합실                          | 고객 센터, 자동발매기, 개집표기  |
| 지하 3층 10호선 승강장              | ←                                      | ■ 10호선 외선순환(퇀제후)        |
| 지하 3층 10호선 승강장              | 분리식 섬식 승강장, 왼쪽 출입문이 열림 |                                  |
| 지하 3층 10호선 승강장              | →                                      | ■ 10호선 내선순환(진타이시자오)  |

- 후자러우역 10호선 승강장 (2018년 11월)
- 10호선·6호선 환승통로 (2019년 9월)
- 6호선 대합실 (2012년 12월)

## 출구
현재 후자러우역에는 B(동북), C(동남), D(서남), E(서북), G(서남), H(서남) 등 6개의 출구가 있다.
|                         |                                               |      |                  |
|                         |                                               |      |                  |
| 출구                    | 출구 인근                                     | 사진 | 무장애 시설 사진 |
| 出口 · B                | 동3환 북로(东三環北路)                        |      |                  |
| 出口 · C                | 동3환 북로(东三環北路), 차오양 북로(朝阳北路) |      |                  |
| 出口 · D                | 동3환 북로(东三環北路)                        |      |                  |
| 出口 · E                | 차오양 북로(朝阳北路)                         |      |                  |
| 出口 · G                | 차오양 북로(朝阳北路)                         |      |                  |
| 出口 · H                | 차오양 북로(朝阳北路)                         |      |                  |
| 아이콘 설명: 엘리베이터 |                                               |      |                  |

## 사고
2012년 7월 19일 오후 9시쯤 후자러우역에서 한 남성이 칼을 들고 여성 보안검색대를 납치하는 사건이 발생했다. 경찰이 현장에 도착한 후 협상 전문가들은 사건에 연루된 남자와 대화를 했다.대화중 경찰은 자신들을 인질로 맞바꾸자고 했지만 거절당했다. 70여 분간의 설득은 소용이 없었고, 사건에 연루된 남성은 칼을 들고 인질을 다치게 했고, 특수경찰 저격수는 용의자를 총으로 사살해 인질은 무사히 구조되었다.